# بلانش دوم

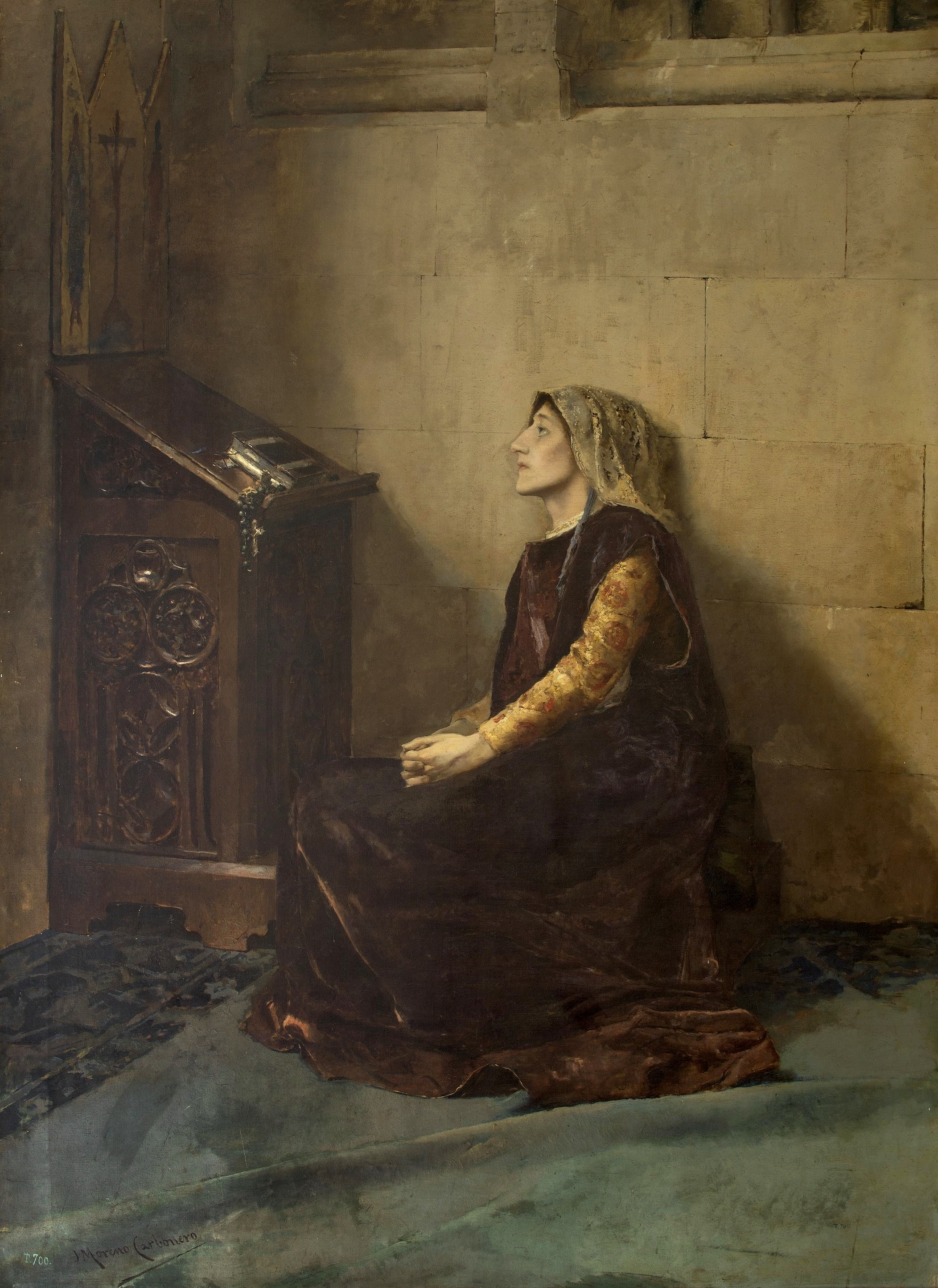
بلانش دوم

بلانش دوم (باسکی: Zuria) دختر جان دوم آراگون و بلانش یکم بود.
او با هنری چهارم کاستیل ازدواج کرد و شاهدخت آستوریاس شد.